# Orthosia aurifera
Orthosia aurifera là một loài bướm đêm trong họ Noctuidae.